# Gaïto Gazdanov

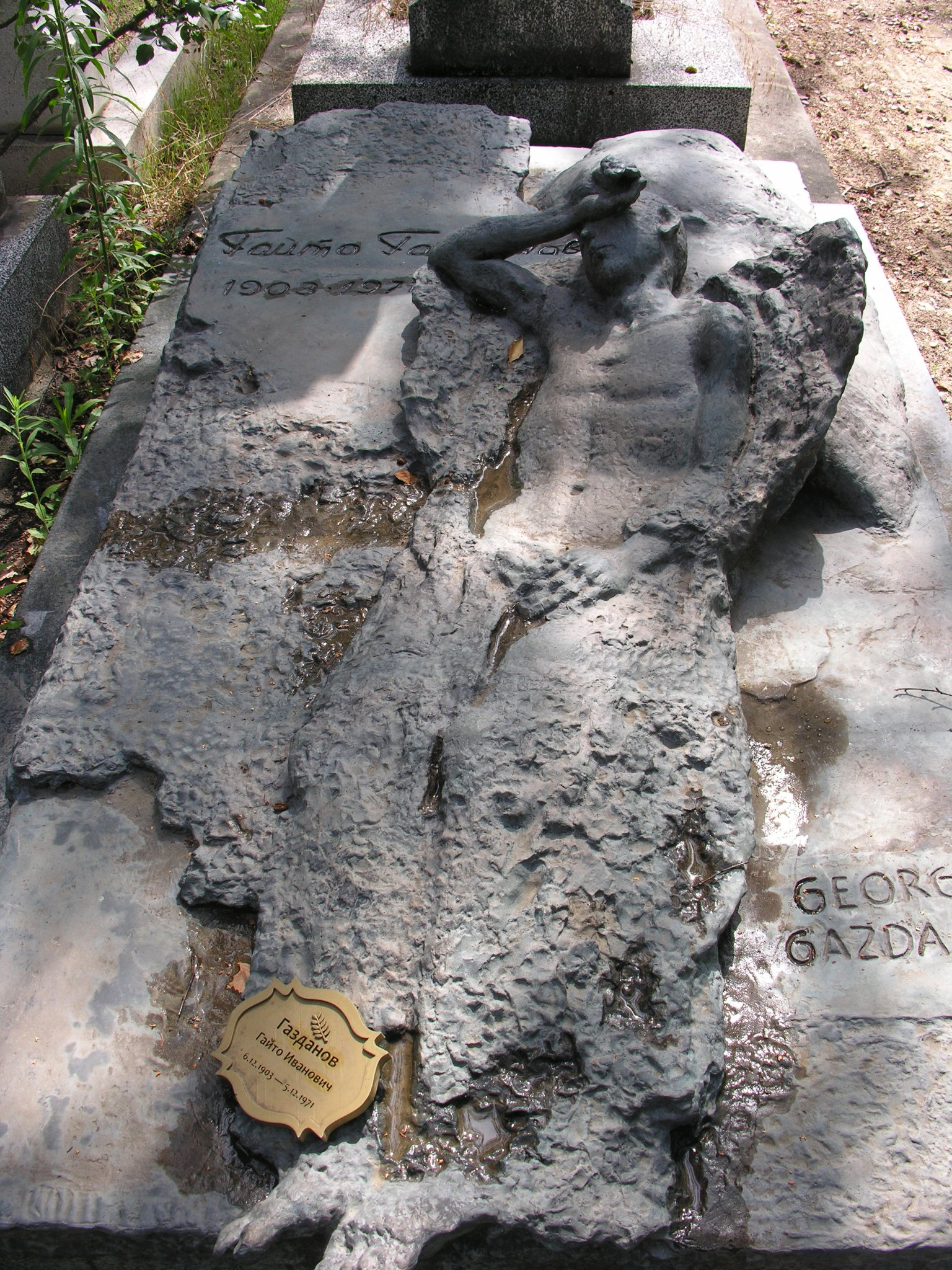
Vue de la sépulture.

Gaito Gazdanov (Гайто Газда́нов ; 1903-1971) est un écrivain de l'émigration russe d'origine ossète[réf. souhaitée]. Son vrai nom est Georgi Ivanovitch Gazdanov (Георгий Иванович Газда́нов).

## Biographie
Gazdanov est né à Saint-Pétersbourg mais a grandi en Sibérie et en Ukraine, où son père travaillait comme garde forestier. Il prit part à guerre civile russe aux côtés de l'Armée blanche de Wrangel. En 1923, il s'établit à Paris, où il occupe de nombreux emplois tels que manutentionnaire ou ouvrier aux usines Citroën, ou encore chauffeur de taxi[réf. souhaitée]. Malgré la difficulté de la vie d'immigrant russe, il parvint à terminer avec succès ses études à la faculté d'histoire de la Sorbonne.
Sa carrière littéraire débute à la fin des années 1920, en tant qu'auteur de nouvelles qu'il vend au quotidien russe Volya Rusii situé à Prague. Son premier roman — Une soirée avec Claire (1929) — remporta un grand succès et le propulsa sur la scène littéraire. Pour la force évocatrice de ses premiers récits, Gazdanov fut décrit par les critiques comme l'un des écrivains les plus talentueux ayant débuté dans l'émigration. Pendant la guerre, Gazdanov rejoint la Résistance française[réf. souhaitée].
Les œuvres de maturité furent publiées après la Seconde Guerre mondiale. Sa maîtrise des histoires criminelles et des détails psychologiques apparaissent dans ses deux romans les plus célèbres : Le Spectre Alexandre Wolf et Le Retour du Bouddha.
En 1953, Gazdanov rejoint Radio Liberté, où il anime une émission sur la littérature russe (sous le nom de Georgi Tcherkasov), jusqu'à sa mort en 1971 d'un cancer du poumon.
Les œuvres de Gazdanov ne furent jamais publiées en URSS. Après des décennies d'oubli, depuis les années 1990 plus de cinquante éditions de ses œuvres ont été publiées, en particulier une édition en trois volumes (1998), suivie d'une édition en 5 volumes (2009, éd. T.N. Krasavtchenko) dans la Russie post-soviétique. La communauté ossète, menée par Valery Gergiev, a fait placer une nouvelle pierre tombale au cimetière russe de Sainte-Geneviève-des-Bois.

## Œuvres
Romans
- Une soirée avec Claire (1929)
- L'Histoire d'un voyage (1934)
- Le Vol (1939)
- Chemins nocturnes (1941)
- Le Spectre d'Alexandre Wolf (1947)
- Le Retour du Bouddha (1949) (traduit en français par Chantal Le Brun Kéris)
- Pèlerins (1953)
- Éveils (1965)
- Évelyne et ses amis (1968)

Nouvelles
- Cygnes noirs (2015) (traduites en français par Elena Balzamo)
- L'hôtel du futur (Éditions Circé) dont la traduction par Marianne Gourg-Antuszewicz remporte une Mention spéciale au Prix Russophonie 2017
- Le Bonheur (Marie Barbier Editions, traduit en français par Elena Balzamo)